# Molanna crassicornis
Molanna crassicornis is een fossiele soort schietmot uit de familie Molannidae.